# Balacra intermedia
Balacra intermedia är en fjärilsart som beskrevs av Rothschild 1912. Balacra intermedia ingår i släktet Balacra och familjen björnspinnare. Inga underarter finns listade i Catalogue of Life.